# Loué
Loué is een gemeente in het Franse departement Sarthe (regio Pays de la Loire). De plaats maakt deel uit van het arrondissement La Flèche. Loué telde op 1 januari 2022 2.100 inwoners.

## Geografie
De oppervlakte van Loué bedroeg op 1 januari 2022 15,85 vierkante kilometer; de bevolkingsdichtheid was toen 132,5 inwoners per km².

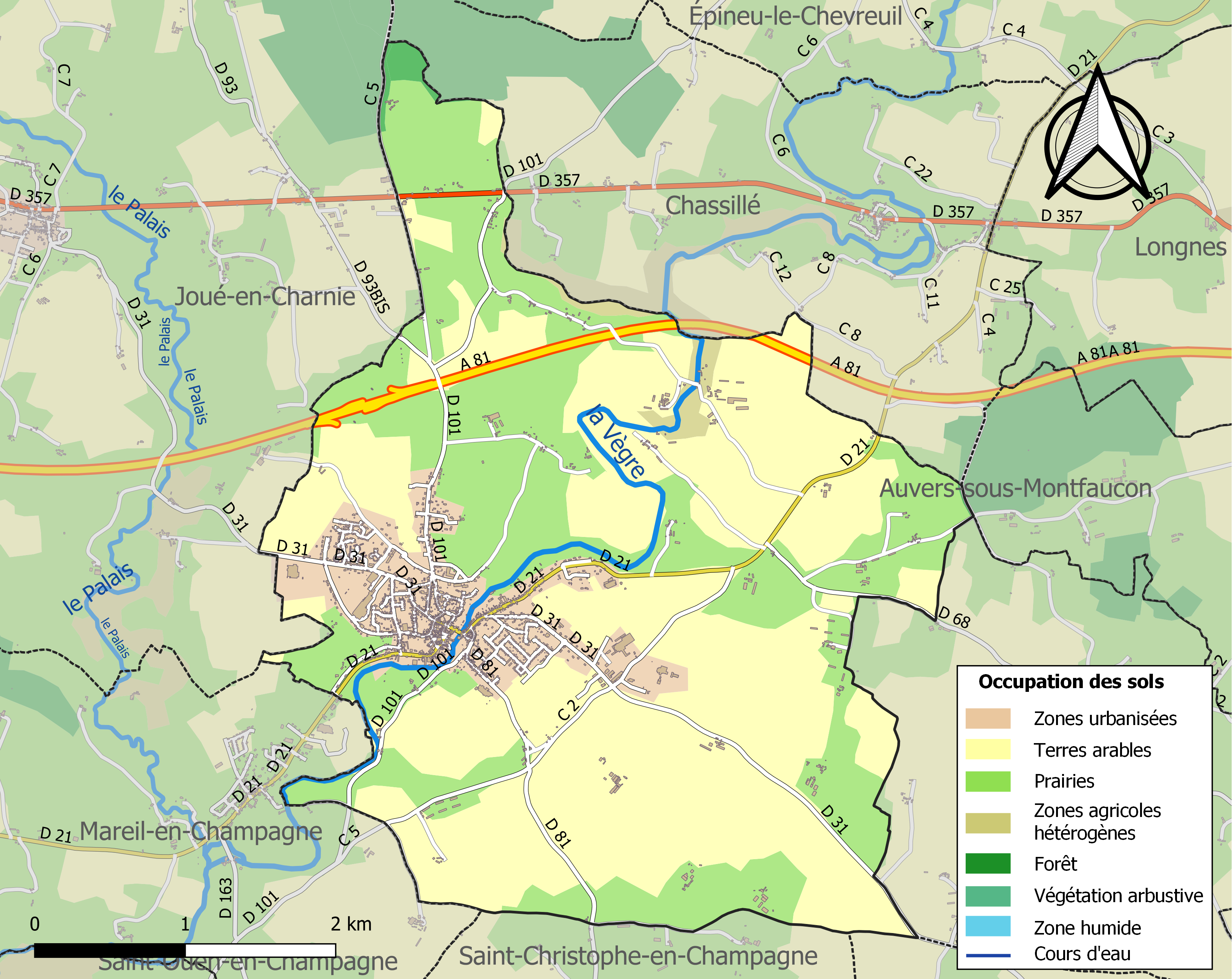
Kaart van de gemeente met de belangrijkste infrastructuur, bodemgebruik en omliggende gemeenten

## Demografie
Onderstaande figuur toont het verloop van het inwonertal (bron: INSEE-tellingen).